# خمروئیه (رابر)
خمروئیه روستایی در دهستان هنزا بخش هنزا شهرستان رابر استان کرمان ایران است.

## جمعیت
بر پایه سرشماری عمومی نفوس و مسکن در سال ۱۳۹۵ جمعیت این مکان ۱۴۱ نفر (۴۵خانوار) بوده‌است.